# Феникс (альманах)
«Феникс» — самиздатский альманах, издававшийся в СССР в 1961 и 1966 годах Юрием Галансковым, являвшийся, по сути, антологией литературных, политических и религиозных текстов, которые не соответствовали официальной советской линии. Было опубликовано всего два номера («Феникс-61» и «Феникс-66»), а их редакторы были арестованы в январе 1967 года и приговорены к тюремному заключению. Впоследствии Галансков умер в лагере в 1972 году.

## Феникс-61
Первое издание «Феникса» было осуществлено в 1961 году, после так называемой «Маяковки» — встреч молодых поэтов и писателей-нонконформистов у памятника Маяковскому, которые проходили в том же году. Галансков, участник этих встреч, печатал и редактировал журнал как не подцензурную антологию литературных и поэтических текстов, а именно таких авторов нового поколения, как Анатолий Щукин, Аполлон Шухта, Владимир Вишняков, Наталья Горбаневская и сам Галансков (опубликовавший своё стихотворение «Человеческий манифест»). Также были включены два текста Бориса Пастернака («Одно стихотворение» («Гул затих. Я вышел на подмостки…») и отрывок из его автобиографии).
Из-за репрессий со стороны правительства против авторов, а также из-за своего объёма (около 200 страниц) «Феникс» не имел большой огласки и вскоре исчез из обращения в СССР. Но в 1962 году он был полностью переиздан на западе журналом «Грани».

## Феникс-66
В июне 1966 года Галансков опубликовал второй том «Феникса» в ответ на февральский суд над писателями-диссидентами Андреем Синявским и Юлием Даниэлем. В отличие от предыдущей публикации, этот выпуск состоял больше из политических или философских, чем поэтических или литературных текстов, таких как «Что такое социалистический реализм?» Синявского (статья, которая была признана в судебном порядке «антисоветской»), «Путь к социализму и его результаты», сборник посмертных текстов экономиста Евгения Варги, призывающих к либерализации режима, «Открытое письмо Михаилу Шолохову» (критика писателя, получившего в 1965 году Нобелевскую премию) и «Организационные проблемы движения за полное и всеобщее разоружение и за мир во всем мире» (два последних текста написаны Галансковым) — в передовой статье было сказано, что большая часть содержания «Феникса-66» будет сочтена нежелательной для советского государства.

## Репрессии
Редакторы «Феникса-66» были арестованы 17 и 19 января 1967 года. В 1967—1968 Галансков, Александр Гинзбург, Алексей Добровольский и Вера Лашкова предстали перед судом за редактирование и распространение (и напечатание в случае Лашковой) «Феникса-66», а также «Белой книги» — документа по делу Синявского и Даниэля. В ходе так называемого «Процесса четырёх» Гинзбург был приговорён к 5 годам тюремного заключения, а Галансков — к 7 (позже Галансков умер в заключении).